# 1935年香港潔淨局選舉
1935年香港潔淨局選舉原定在5月22日舉行，選出潔淨局的一名非官守議員，此乃潔淨局最後一場選舉。李树芬博士在無競爭下連任。